# Thibaut Vervoort
Thibaut Vervoort (10 december 1997) is een Belgisch basketballer.

## Carrière
Vervoort speelde in de jeugd van BBC Keerbergen, Boortmeerbeek Bulldogs en Leuven Bears. Bij deze laatste maakte hij zijn profdebuut in 2013, in 2014/15 speelde hij bij zowel de Bears als bij tweedeklasser Bavi Vilvoorde. In 2015 maakte hij de overstap naar de Antwerp Giants waar hij bleef spelen tot in 2019. In het seizoen 2019/20 speelde hij voor tweedeklasser Oxaco Boechout en op dubbele licentie bij de Antwerp Giants. Het seizoen erop voor reeksgenoot Basics Melsele waar hij tot het einde van het seizoen 2021/22 speelde daarna werd hij prof in het 3x3-basketbal.
Hij speelt daarnaast ook mee in Team Antwerp in het 3x3-basketbal waarmee hij in de World Tour uitkomt. Hij nam met de Belgische selectie deel aan de Olympische Spelen waar ze een vierde plaats behaalden. In het seizoen 2023 speelde hij voor het Chinese Team Futian om het seizoen daarna voor Team Riffa uit te komen.

## Erelijst

### World Tour
- 2021:  WT Lausanne
- 2021:  WT Abu Dhabi
- 2022:  WT Utsunomiya
- 2022:  WT Debrecen
- 2022:  WT Cebu